# José María Álvarez de Eulate
José María Álvarez de Eulate Peñaranda (ur. 28 lutego 1933 w Hontoria del Pinar) – hiszpański polityk, ekonomista i nauczyciel akademicki, senator, od 1986 do 1989 poseł do Parlamentu Europejskiego II kadencji.

## Życiorys
Ukończył studia ekonomiczne. Następnie rozpoczął karierę naukową, specjalizując się w zakresie historii ekonomii, polityce ekonomicznej, podatkach i zarządzaniu, doszedł do stanowiska profesorskiego. Został nauczycielem akademickim na Uniwersytecie Complutense w Madrycie, Universidad Nacional de Educación a Distancia oraz Universidad Nebrija, wykładał też na Uniwersytecie Paryskim oraz na niemieckich i brytyjskich uczelniach. Autor licznych książek i publikacji naukowych dotyczących m.in. budżetu, handlu zagranicznego, historii ekonomii i polityki gospodarczej. Zatrudniany w różnych agencjach krajowych i międzynarodowych, m.in. jako doradca i szef pionu w Ministerstwie Finansów, doradca finansowy w przedstawicielstwie Hiszpanii w OECD oraz w ambasadzie w Bonn, szef rady Europejskiej Agencji Kosmicznej
Zaangażował się w działalność polityczną w ramach Alianza Popular i następnie Partii Ludowej. W kadencji 1982–1986 zasiadał w Senacie z okręgu Burgos. Od 1 stycznia 1986 do 5 lipca 1987 wykonywał mandat posła do Parlamentu Europejskiego w ramach delegacji krajowej, w 1987 wybrany w wyborach bezpośrednich. Przystąpił do Grupy Europejskich Demokratów, od 1987 do 1989 zasiadając w jej prezydium. Zasiadał m.in. w Komisji ds. Polityki Regionalnej i Planowania Regionalnego oraz Komisji ds. Gospodarczych i Walutowych oraz Polityki Przemysłowej.
Odznaczony Legią Honorową oraz Orderem Zasługi Cywilnej. Jego imieniem nazwano plac w rodzinnej miejscowości.